# Дебомарше, Эдмон
Эдмонд Поль Дебомарше — военный деятель Франции. Родился 15 декабря 1906 года в Дижоне (Кот-д'Ор) и умер 28 марта 1959 года в Сюрене (О-де-Сен, Иль-де-Франс). Был героем Сопротивления, заключённым сопротивленцем, награждённым Орденом освобождения Франции («соратник освобождения»).

## Биография
Будучи изначально авиатором, не смог стать пилотом из-за слабого зрения. После этого поступает на службу на Почту, телеграф и телефон (французская служба связи и почты).
Мобилизован в сентябре 1939 года в качестве связиста, демобилизован в июне 1940 года, и, отказавшись от поражения, вступает в ряды сопротивленцев.

#### Вторая мировая война
В почтовом министерстве PTT Эрнест Прувост, при содействии Симоны Мишель-Леви и Мориса Орве создает группу сопротивления национального уровня под названием ACTION PTT, к которой Дебомарше присоединится немного позже. В 1942 году он создал штаб PTT, также называемый «Сопротивление PTT» или «Службы связи», в зоне Севера. Впоследствии лучшие сопротивленцы перегруппировываются, Action PTT и штаб PTT объединяются в 1943 году в «Сопротивление PTT».
Штаб РTT берёт на себя почтовые связи «Братства Нотр-Дам», разведывательной сети, созданной полковником Реми, и сотрудничает, с более военными целями, с Гражданской и военной организацией CMO. В июле 1943 года Служба быстрой помощи, которую он создал для доставки нелегальной почты, достигла Нормандии.
«Почта и оснащение, прибывающие из Лондона по морю, перевозились из Понт-Авена до ближайшего перевозчика, который запирал их в свинцовой почтовой сумке. В Париже эта сумка загружалась в фургон PTT, который доставлял её по указанному адресу. Тот же процесс использовался для наших курьеров в Англию, и все стало ещё проще, если бы это была воздушная операция: фургон PTT, которому был разрешено передвигаться повсюду, в любое время дня и ночи, направлялся рядом на место, забирал почту и уезжающих пассажиров и возвращал почту и прибывающих пассажиров», — полковник Реми.
Подземные линии на большие расстояния обеспечивали транспортировку всей почты организаций сопротивления.

### День J/ день D.Высадка в Нормандии
После первого ареста гестапо 2 января 1944 года ему удалось получить три секретных кодификационных кода, используемых французским ополчением Дарнанда, и использовать их для расшифровки копий всех зашифрованных телеграмм, которые проходят через парижский телеграфный центр и передать их британским секретным службам. В день J он предотвратил все разрушения и диверсии каналов телефонной связи в соответствии со своим «фиолетовым» планом, принятым англичанами, против диверсий телекоммуникаций противником, для сопровождения высадки союзников в Нормандии.